# 大桥江乡
大桥江乡，是中华人民共和国湖南省怀化市麻阳苗族自治县下辖的一个乡镇级行政单位。

## 行政区划
大桥江乡下辖以下地区：
大桥江村、西冲湾村、小溪村、曲水村、豪侠坪村、双合口村、杨柳坡村、盘田村、洞塘溪村和石垅溪村。

## 中国传统村落
2013年8月，豪侠坪被评为第二批中国传统村落。